# 曾炳麟
曾炳麟，四川省成都府成都縣人，清朝政治人物、進士出身。
光緒六年（1880年），参加庚辰科殿試，登進士二甲第114名。同年五月，著分部學習。